# میازاکی

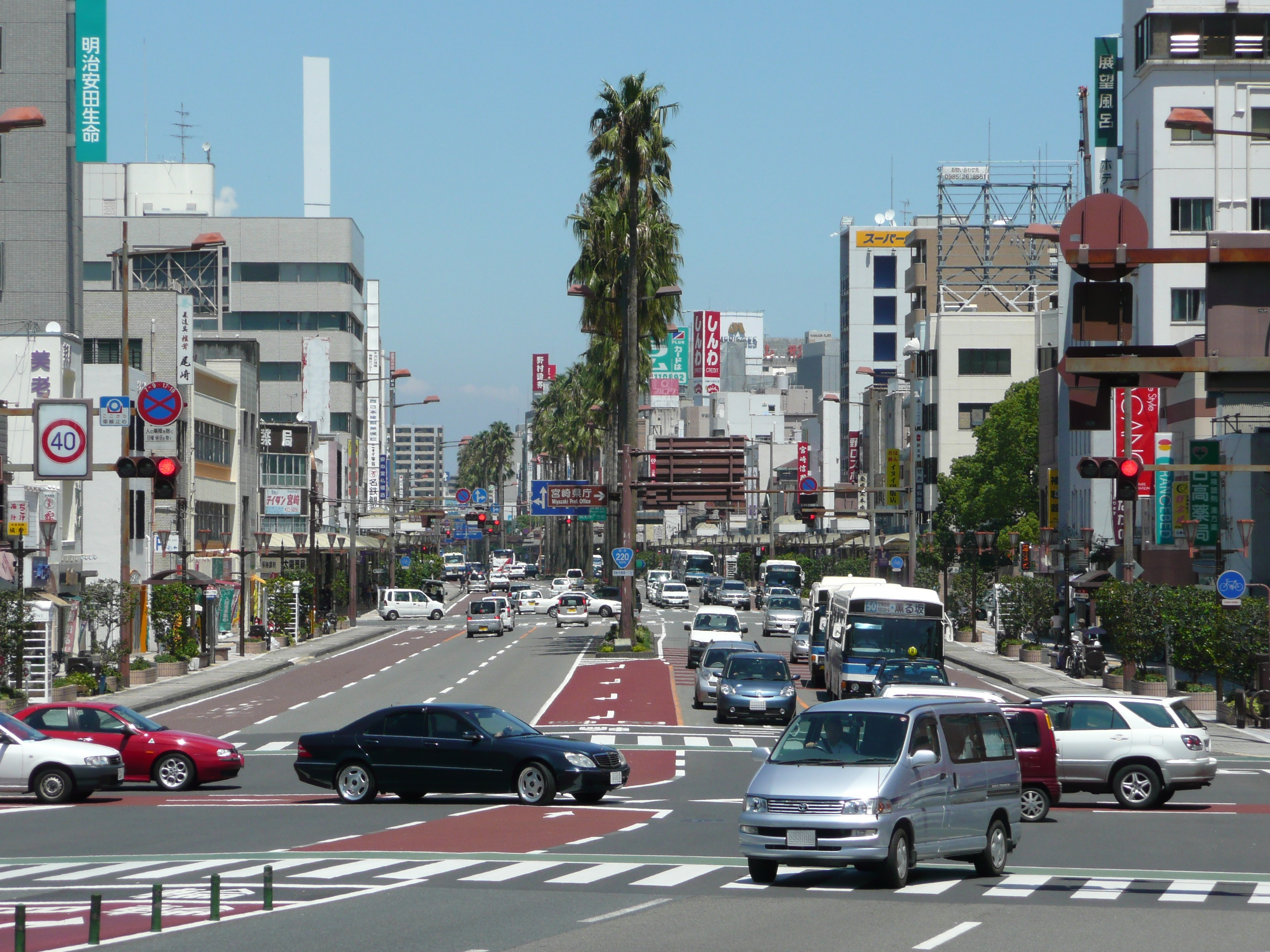
نمایی از شهر میازاکی در ژاپن.

میازاکی شهری است در کشور ژاپن. این شهر مرکز استان میازاکی است و در جزیره کیوشو قرار گرفته است.
جمعیت این شهر در سال ۲۰۰۳ میلادی برابر ۳۰۷۰۰۰ نفر برآورد شده است.

## نگارخانه

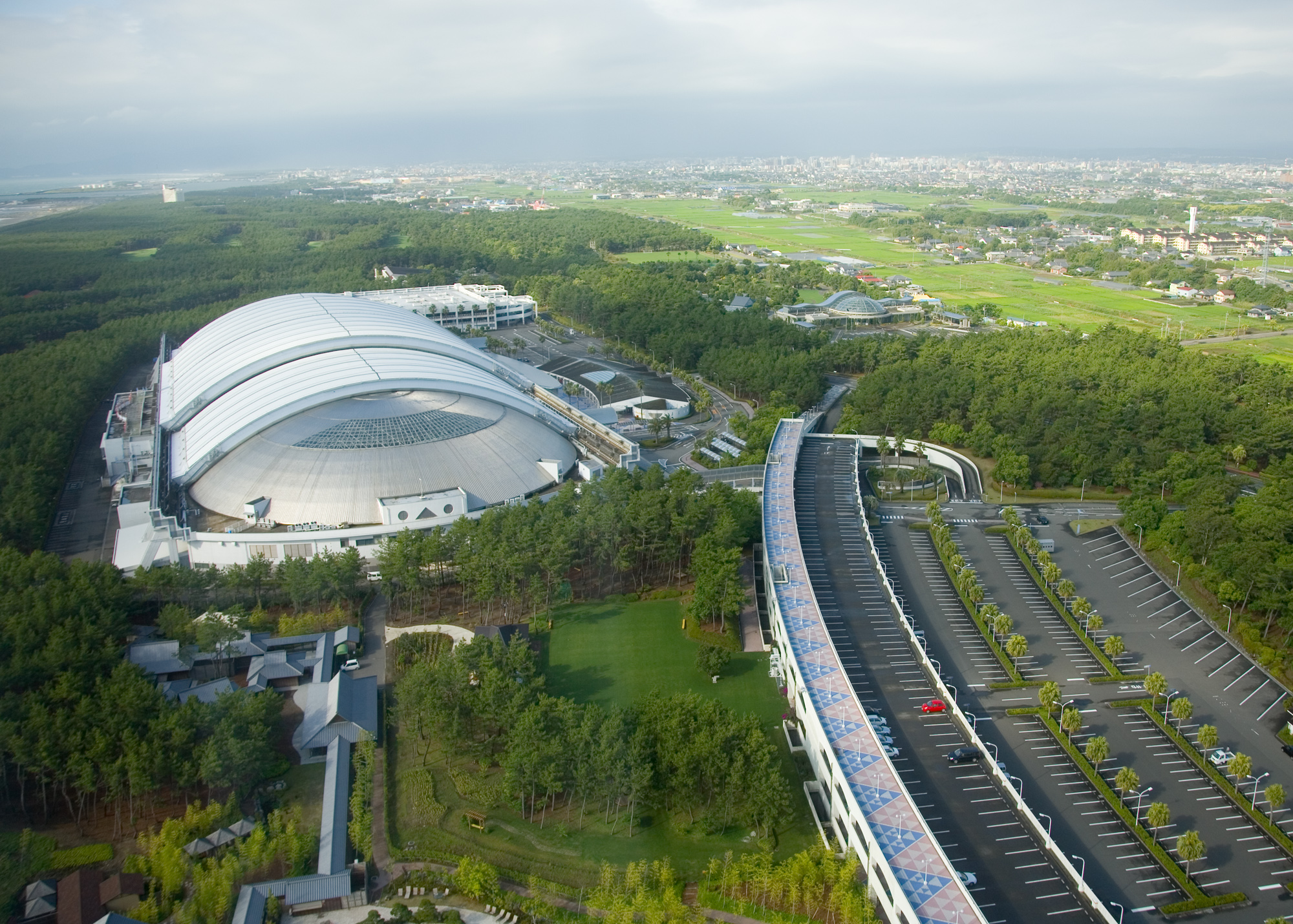
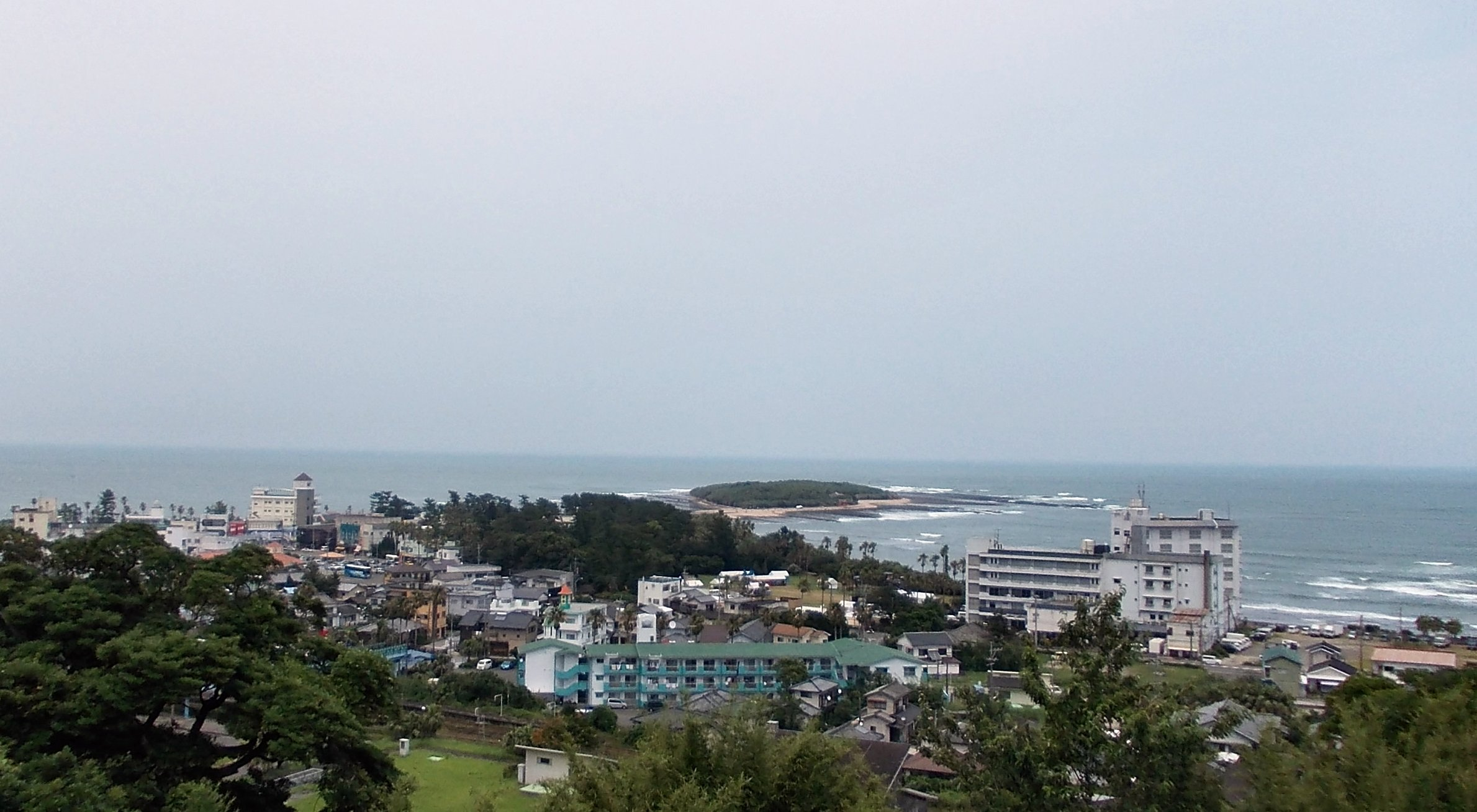